# Zöld tarlósáska
A zöld tarlósáska (Omocestus viridulus) a sáskafélék családjába tartozó, Eurázsiában honos sáskafaj.

## Megjelenése
A zöld tarlósáska testhossza a hím esetében 13-17 mm, a nőstény 17-22 mm. Viszonylag kis termetű, közepes alkatú faj. Alapszíne a szürkésbarnától a sárgászöldön keresztül az olívzöldig változhat; néha ibolyás. A potrohszelvények töve fekete, a széle világos; a potrohvég sötét, soha nem vöröses. A nőstények háta többnyire zöldes, oldaluk barnás. Az ajaktapogatók végig világosak. A torpajzs oldalélei hosszuk negyedénél közepesen erősen befelé ívelnek; itt a köztük lévő távolság kb. a fele a torpajzs hátsó szélességének. Az éleket sötéten keretezett világos vonal hangsúlyozza. A füstös szárnyak a nőstények esetében elérik, a hímeknél meghaladják a hátsó térdet. A világos stigma kb. a szárny háromnegyedénél található és nem annyira feltűnő mint a jajgató rétisáska esetében. 
Erős, 20 méterig is elhallatszó éneke hasonlít a vöröshasú tarlósáskáéra, de általában hosszan, 20-40 másodpercig kitartja a cirpelést, amely egy gyors vekker hangjára emlékeztet. Az ének halkan indul, gyorsan erősödik, majd sokáig maximális erejű, aztán hirtelen elhallgat.

### Hasonló fajok
A vöröshasú tarlósáska és a jajgató rétisáska hasonlít hozzá.

## Elterjedése
Eurázsiában honos, Észak-Spanyolországtól egészen a Távol-Keletig. Európában a Brit-szigeteken és Skandináviában is megtalálható gyakori sáska, de délen inkább csak a hegyvidékekre korlátozódik. Magyarországon ritka, csak helyenként fordul elő, de ahol életkörülményei megfelelőek (pl. Kőszegi-hegység, Aggteleki-karszt) akár tömeges is lehet. 

## Életmódja
Üde gyepek, láprétek, hegyi kaszálók, nedves vagy legfeljebb közepesen száraz legelők, tisztások lakója. Az Alpokban 3000 méterig megtalálható. Petéi fejlődéséhez sok nedvességre van szüksége, ezért a száraz élőhelyeket kerüli. Főleg különféle füvekkel táplálkozik.
Kifejlett egyedeivel június elejétől októberig találkozhatunk, imágói viszonylag korán megjelennek. A nőstények a talajba vagy a füvek gyökérszövedékébe rakják petéiket. A tavasszal kikelő lárvák hímjei négyszer, a nőstények ötször vedlenek.

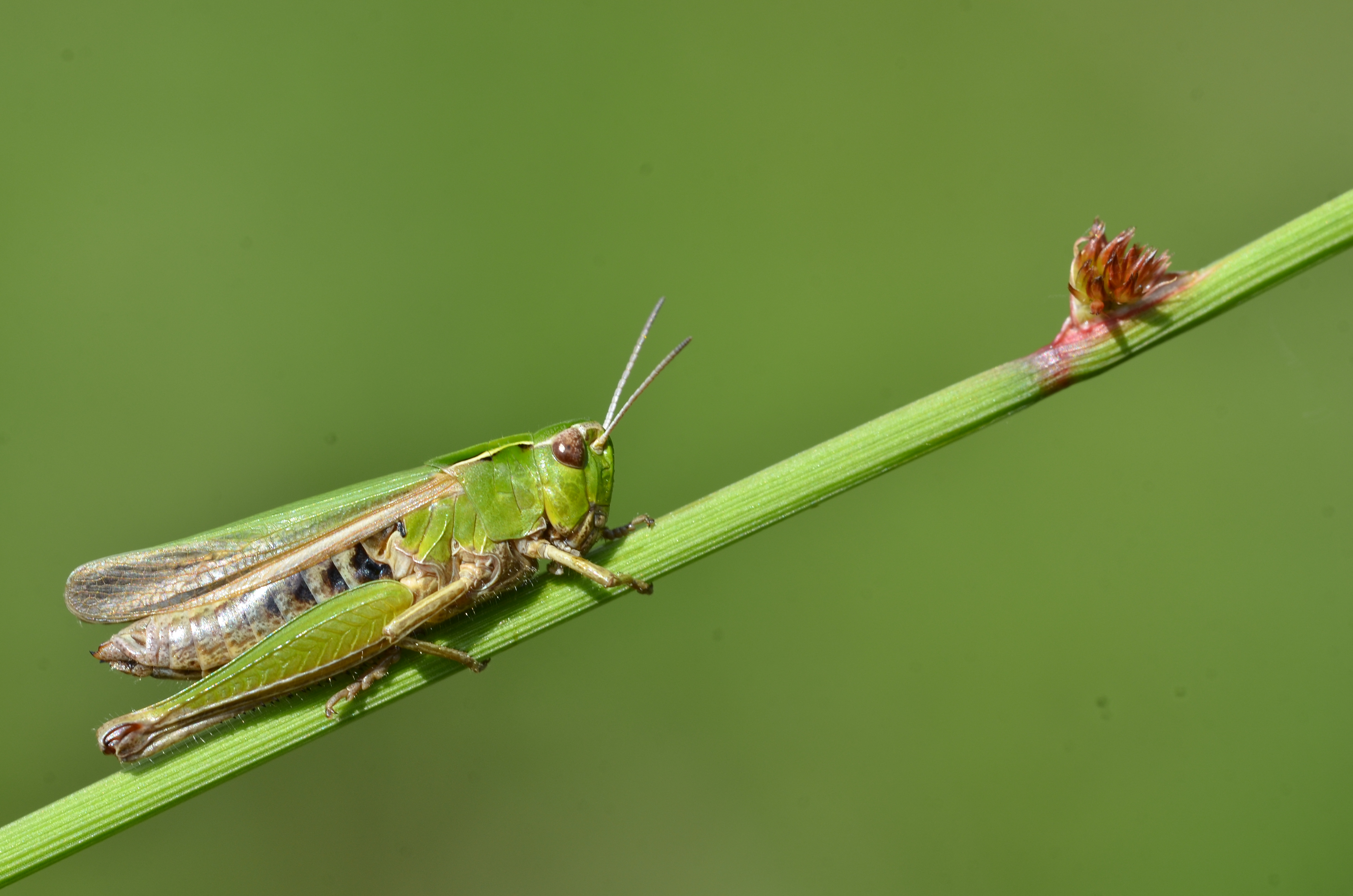
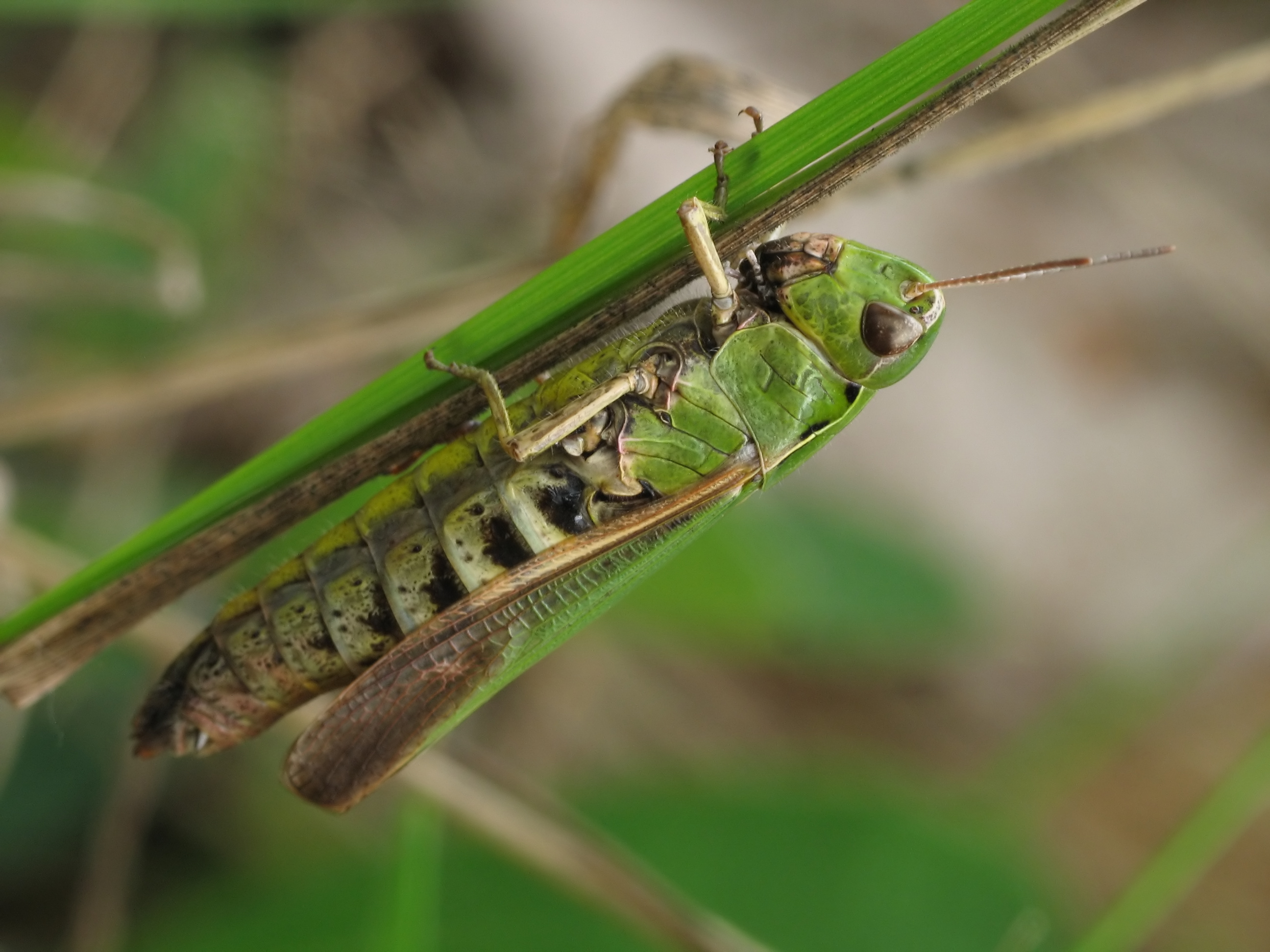
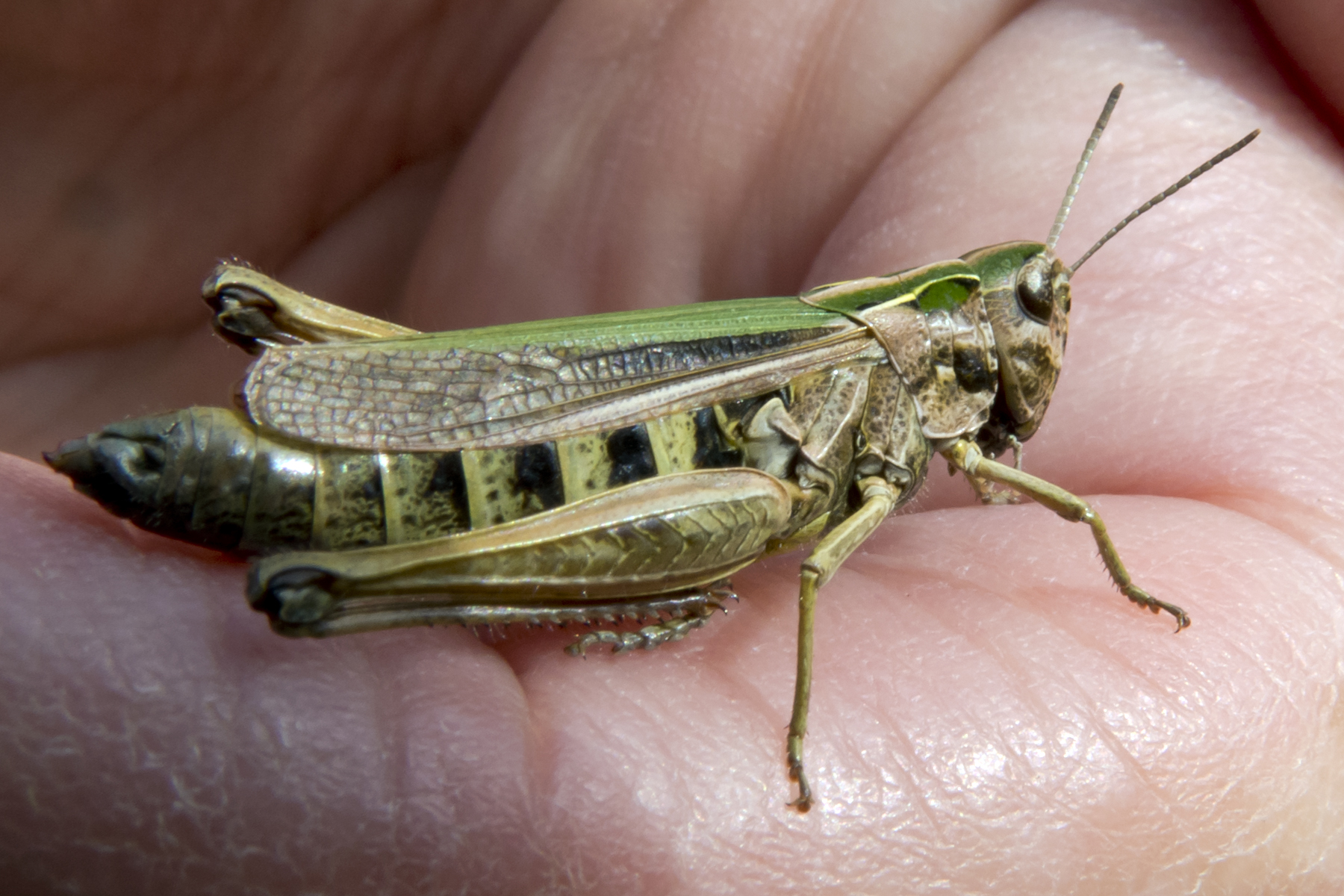
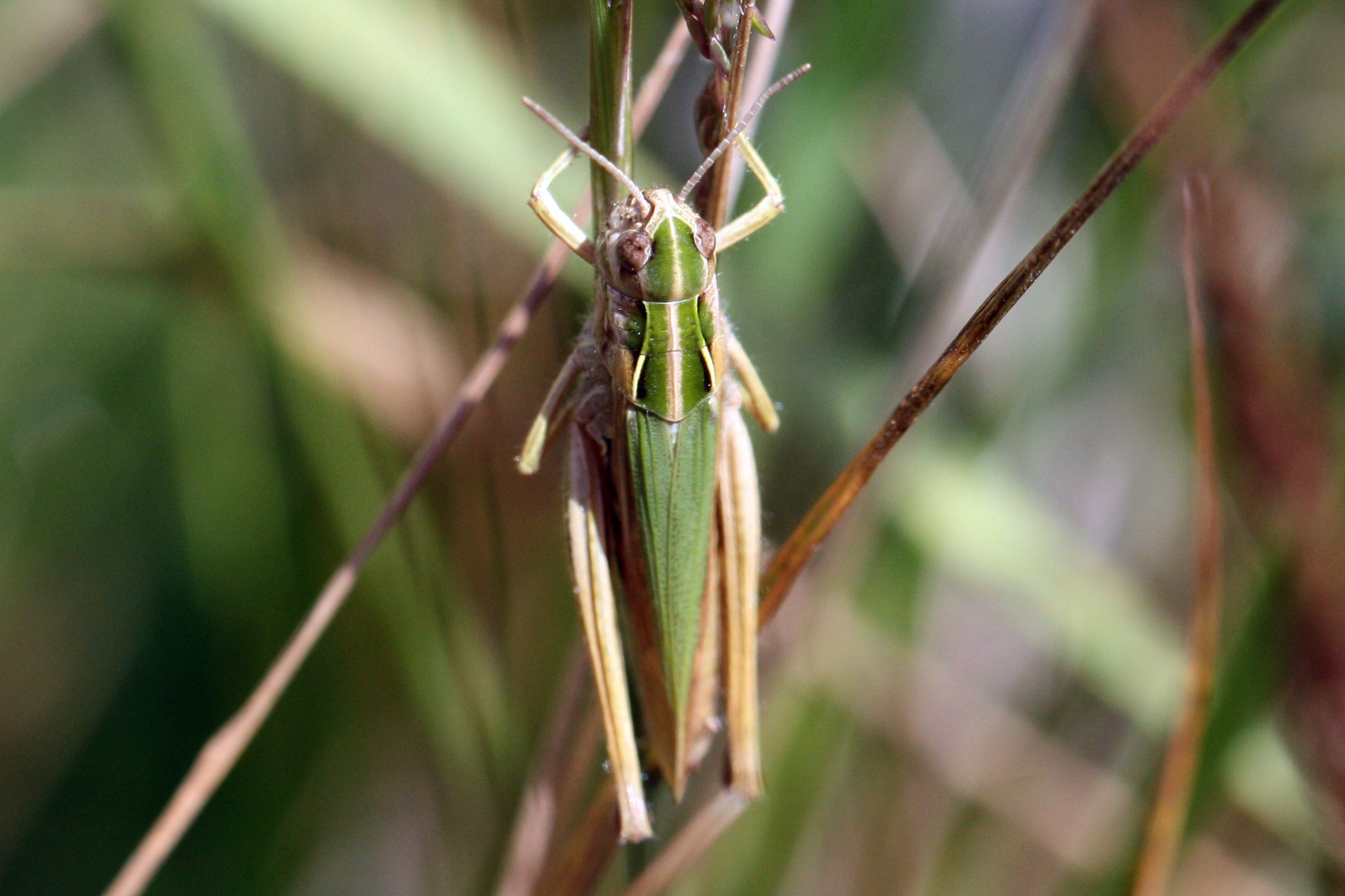
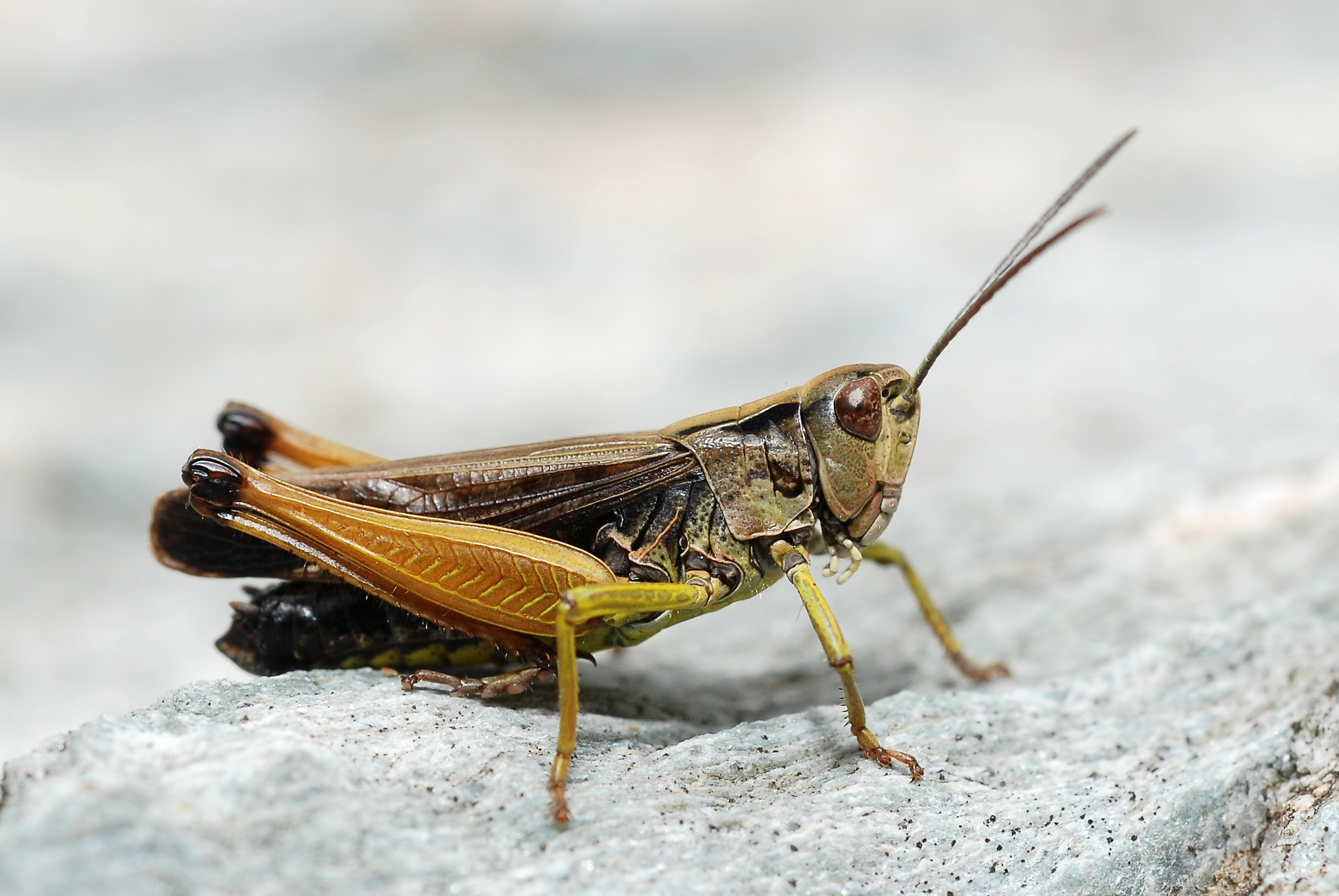

Magyarországon nem védett.